# Roter Teufel
Roter Teufel is een historisch merk van motorfietsen.
De bedrijfsnaam was Bismarck motoren GmbH, Berlin-Charlottenburg.
Duits merk dat een 170 cc zijklepmotor inbouwde. Er was geen relatie met het merk Bismarck uit Radevormwald bij Remscheid. De Bismarck-motorenfabriek dankte haar naam aan de Bismarckstraße in Berlijn waar ze gevestigd was.
Het merk overleefde maar kort. Het was een van de vele Duitse merken die juist hun bedrijfsduur tussen 1923 en 1925 hadden. Ruim 150 kleine Duitse merken sloten in 1925 de poort.